# Juris Laizāns
Juris Laizāns (Riga, 6 gennaio 1979) è un ex calciatore lettone, centrocampista.

## Carriera

### Club
Laizāns ha cominciato la propria carriera professionistica nel 1997, con lo Skonto di Rīga, città dove è nato. Dopo quattro stagioni, 81 presenze di Virslīga all'attivo e tre titoli nazionali vinti, è stato acquistato dalla squadra russa del CSKA Mosca. Con il CSKA ha giocato fino al 2005, conquistando un campionato russo, una coppa nazionale e la Coppa UEFA 2004-2005.
Nell'estate 2005 viene ceduto alla Torpedo Mosca, dove rimane per metà stagione prima di trasferirsi al Rostov, altra squadra della prima divisione russa. Nel 2007 viene acquistato dal Kuban' Krasnodar, mentre nel 2008 raggiunge lo Šinnik Jaroslavl', squadra in cui milita.

### Nazionale
Ha fatto il proprio debutto con la nazionale lettone il 6 febbraio 1998, in un incontro con Georgia valido per la Rothmans Cup. Il 27 marzo 2002 mise a segno la sua prima rete in amichevole contro il Lussemburgo. Nel 2004 è stato uno dei 23 lettoni a prendere parte per la prima volta al campionato d'Europa, disputato quell'anno in Portogallo.
Ha totalizzato 113 presenze e 15 reti con la divisa della selezione del proprio paese: è il terzo lettone per numero di gare disputate in Nazionale.

## Palmarès

### Club

#### Competizioni nazionali
- Campionato lettone: 3

Skonto Rīga: 1998, 1999, 2000
- Campionato russo: 1

CSKA Mosca: 2004
- Coppa di Russia: 1

CSKA Mosca: 2005

#### Competizioni internazionali
- Coppa UEFA: 1

CSKA Mosca: 2004-2005

### Nazionale
- Coppa del Baltico: 3

2003, 2008, 2014

### Individuale
- Calciatore lettone dell'anno: 1

2002